# Melanagromyza proboscidata
Melanagromyza proboscidata este o specie de muște din genul Melanagromyza, familia Agromyzidae, descrisă de Spencer în anul 1986.
Este endemică în Texas. Conform Catalogue of Life specia Melanagromyza proboscidata nu are subspecii cunoscute.